# Sinoganoderma
Sinoganoderma B.K. Cui, J.H. Xing & Y.F. Sun. è un genere di funghi basidiomiceti lignicoli appartenente alla famiglia Ganodermataceae Donk. Le specie di questo genere si distinguono dagli altri funghi ganodermatoidi per il cappello disteso, per i dissipimenti dei pori sottili e le basidiospore troncate con parete dell'esosporio irregolare o foveolata e parete dell'endosporio con spine rigide. Il nome Sinoganoderma ricorda la stretta somiglianza con Ganoderma P. Karst, e la distribuzione (al momento) limitata alla sola Cina. La specie tipo (ed unica al momento) è S. shandongense (J.D. Zhao & L.W. Xu) B.K. Cui et al. [= Ganoderma shandongense J.D. Zhao & L.W. Xu].

## Descrizione
Basidiomi annuali, stipiti, suberosi. Cappelli solitari, da flabelliformi a conchigliformi, appianati; superficie di colore variabile da giallo pallido a bruno rossastro, leggermente laccata, glabra, con solchi concentrici e grinze radiali. Superficie imeniale quasi bianca da fresca; pori circolari, con dissepimenti sottili, interi. Contesto da crema a marrone chiaro, senza linee scure. Sistema ifale trimitico: ife generative incolori, a parete sottile, con giunti a fibbia; ife scheletriche da quasi incolori a giallo pallido, con lume stretto, arboriformi e flessuose; ife connettive incolori, a parete spessa, ramificate e flessuose. Basidiospore da ellissoidi a ovoidali, troncate, di colore bruno giallastro pallido, a doppia parete e decisamente spessa.